# Нур (часопис)
Нур је часопис Културног центра Исламске Републике Ирана који излази од 1992. године и бави се исламским темама и културом.. Уредник часописа је Александар Драговић.

## О часопису
Нур је прво серијско гласило Културног центра И. Р. Ирана у Београду. Часопис се бави филозофијом и религијом Ирана као и разним другим аспектима иранске културе. Већи део његових текстова чине прилози домаћих аутора али садржи и преводе страних. Теме су разнолике од међукултурног дијалога, преко религије, до поезије и прозе. Часопис је украшен разним графичким детаљима, минијатурама, арабескама, фотографијама архитектуре и старих цртежа. Корични лист обично је у боји.

### Периодичност излажења
Часопис излази на свака три месеца (четири пута у току године).

## Уредници
Главни и одговорни уредници: 
1. од бр. 7 (1995) Махмоуд Наср Есфахани;
2. од бр. 13 (1997) Хамид Мохаммади;
3. од бр. 31 (2001) Гхолам Вафаи;
4. од бр. 45 (2005) Мохсен Азармакан;
5. од бр. 55/56 (2009) Фарид Ефтекхари;
6. од бр. 64/65 (2013) Махмуд Шалуји[1]

## Теме
Главна тема часописа је религија, филозофија и култура Ирана па сходно томе постоји неколико сталних рубрика у часопису које гласе:
- Култура и друштво
- Филозофија и гноза
- Књижевност
- Уметност
- Верске теме
- С читаоцима
- Активности (рад културног центра)

## Електронски облик часописа
На званичном сајту могу се наћи новији бројеви у електронском издању.